# XII століття до н. е.
12 століття до н. е. — період від 1 січня 1201 до 31 грудня 1101 років.
Хоча достатньо людських спільнот були писемними в цей період, більшість осіб, згадних в цій статті, слід вважати скорше легендарними, ніж історичними.

## Події
- 1197 до н. е. — Рамсес III з Єгипту відбиває атаку північних завойовників ("Народів моря").
- 1194 до н. е. — Початок легендарної Троянської війни.
- 1192 до н. е. — Помер Ву Дінг, король з династії Шанг у Китаї.
- 1191 до н. е. — Менестей, легендарний король Афін, гине під час Троянської війни після 23 років правління, а трон успадковує його племінник Демофон, син Тесея. Інші згадки датують його смерть дещо пізніше, після закінчення Троянської війни.
- 1186 до н. е. — Кінець 19-тої династії у Єгипті, початок правління 20-тої династії.
- 24 квітня 1184р. до н. е.  — За традицією: дата падіння Трої перед Мікенами та їх союзниками. Кінець Троянскої війни за грецькою міфологією.
- 1181 до н. е. — Менестей, легендарний король Афін і ветеран Троянської війни, помирає після 23 років правління, а трон успадковує його племінник Демофон, син Тесея. Інші згадки датують його смерть дещо раніше,під час Троянської війни.
- 1180 до н. е. — Останній правитель каситів, Анліл-надін-акхе (Anllil-nadin-akhe), переможений еламітами.
- 1180 до н. е. — Коллапс влади хеттів у Анатолії, пов'язаний зі знищенням їх столиці Хаттуси та навалою народів моря.
- 16 квітня 1178 до н. е. — Сонячне затемнення, що може збігатися з поверненням Одіссея, легендарного короля Ітаки, з Троянської війни. Повернувшись, він застає багатьох претендентів на одруження з його жінкою Пенелопою з метою успадкувати трон, оскільки вони вважають її вдовою. Він організовує їх вбивство і відновлює свою владу.
- 1168 до н. е. — Еламіти грабують Вавилон, переносять стелу Хаммураппі до своєї столиці Сузи та переривають династію каситів.
- 1160 до н. е. — Смерть фараона Рамсеса V, через віспу.
- 1159 до н. е. — Виверження Хекла 3 запускає 18-річний період погіршення кліматичних умов.
- 1154 до н. е. — Смерть Менелая, царя Спарти (можлива дата).
- 1154 до н. е. — Самогубство вигнаної цариці Єлени зі Спарти у Родосі. (можлива дата).
- прибл. 1150 до н. е. — Кінець Єгипетської влади у Палестині. Рамсес VI.
- 1147 до н. е. — Демофон, легендарний цар Афін і ветеран Троянскої війни, помирає після 33 років правління. Трон успадковує його син Оксинт.
- 1137 до н. е. — Рамсес VII починає правити як шостий фараон з 20-тої династії у Єгипті.
- 1135 до н. е. — Оксінт, легендарний афінський цар, помирає після 12 років правління, а трон успадковує його старший син Афеїд.
- 1134 до н. е. — Афеїд, легендарний афінський цар, вбитий після 1 року правління. Трон успадковує його молодший брат Тимоет.
- 1126 до н. е. — Тимоет, легендарний афінський цар, помирає бездітним після 8 років правління. Його наступником стає призначений ним Мелант з Пілоса, нащадок Нелея у п'ятому поколінні, який допомагав йому у битві проти беотійців.
- 1122 до н. е. — Заснування міста Пхеньян згідно з легендою.
- прибл. 1120 до н. е. — Зруйнування Трої VIIb.
- 1115 до н. е. — Жоу ченг ванг стає королем з династії Жоу у Китаї.
- 1115 до н. е. — Тіглат-Пілесер I стає царем Ассирії.
- 1110 до н. е. — Кадіс (Гадір), заснований фінікійцями у південно-західній Іспанії (інша дата 1104 до н.е.).
- 1105 до н. е. — Навуходоносор I завдає поразки Еламу.
- 1100 до н. е. — Тіглат-Пілесер I з Ассирії завойовує хеттів.
- прибл. 1100 до н. е. — Дорійці імовірно завойовують Грецію.
- прибл. 1100 до н. е. —Початок культури прото-Вілланова у північній Італії.
- прибл. 1100 до н. е. — Закінчення цивілізації Мікен. Початок Архаїчного періоду у Греції.
- прибл. 1100 до н. е. — Кінець Нового Царства у Єгипті.
- Еламітські завойовники розкрадають витвори мистецтва з Месопотамії і вивозять їх у Сузи.